# Бронзовка медная
Бронзовка медная (Protaetia cuprea) — жук из семейства пластинчатоусых (Scarabaeidae).

## Описание
Длина 16—25 мм. Верхняя сторона тела гладкая, стеклянно-блестящая или жирно-блестящая, изумрудно-зелёная, синевато-зелёная, оливково-зелёная или красновато-зелёная. Голова более или менее светлая, медно-фиолетового цвета, наличник спереди синевато-фиолетовый, боковая кайма переднеспинки, а часто боковая кайма надкрылий светлого медно-фиолетового цвета. Узкая кайма на основании переднеспинки и шву надкрылий, частично щиток — преимущественно с медным отливом. Пигидий, нижняя сторона тела, ноги среднегруди медно-пурпурные, медно-фиолетовые или сине-фиолетовые. Тело без белого рисунка, редко на боковых задних краях брюшных стернитов имеются маленькие белые пятнышки. Коленные белые пятна более или менее редуцированы.
Тело не широкое, умеренно выпуклое, несколько суженное назад. Голова покрыта в густых крупных точках. Переднеспинка слабо выпуклая, покрыта очень мелкими негустыми точками. Щиток гладкий. Надкрылья удлиненные, немного выпуклые, несколько суженные назад. Шовный промежуток надкрылий приподнятый со слабо развитым острым ребром, не отделен снаружи бороздкой или рядом точек. Околощитковое пространство покрыто редкими мелкими точками, заднее околошовное пространство в многочисленных, практически сливающихся, небольших дуговидных или простых точках. Бока груди практически голые. Передний отросток голый, гладкий, выдается вперед, с сильно закругленным передним краем, покрыт очень редкими мелкими точками. Задние тазики ног покрыты густыми дуговидными морщинками. Боковая поверхность задних тазиков покрыты довольно густыми простыми небольшими точками.

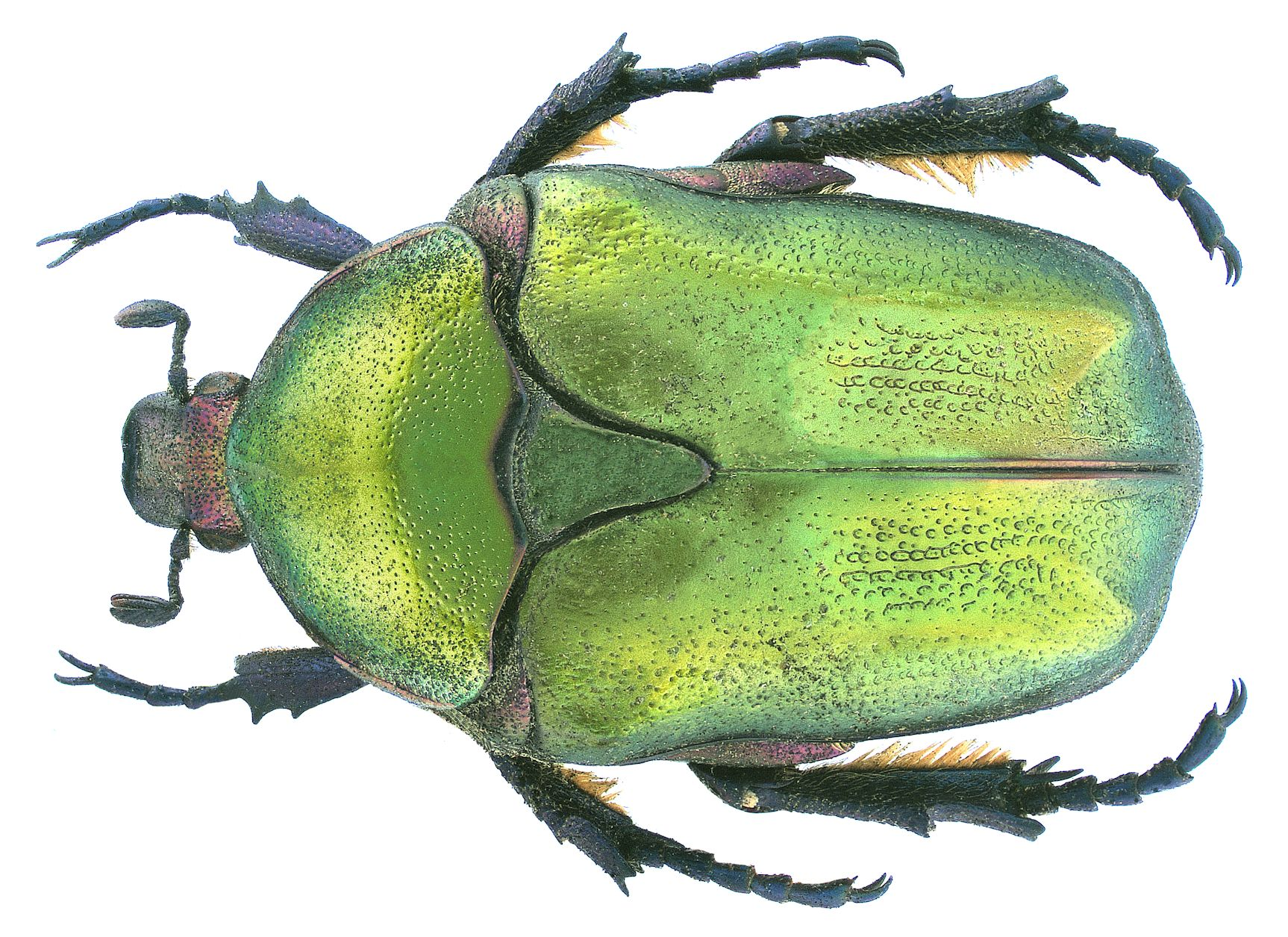
Protaetia cuprea obscura
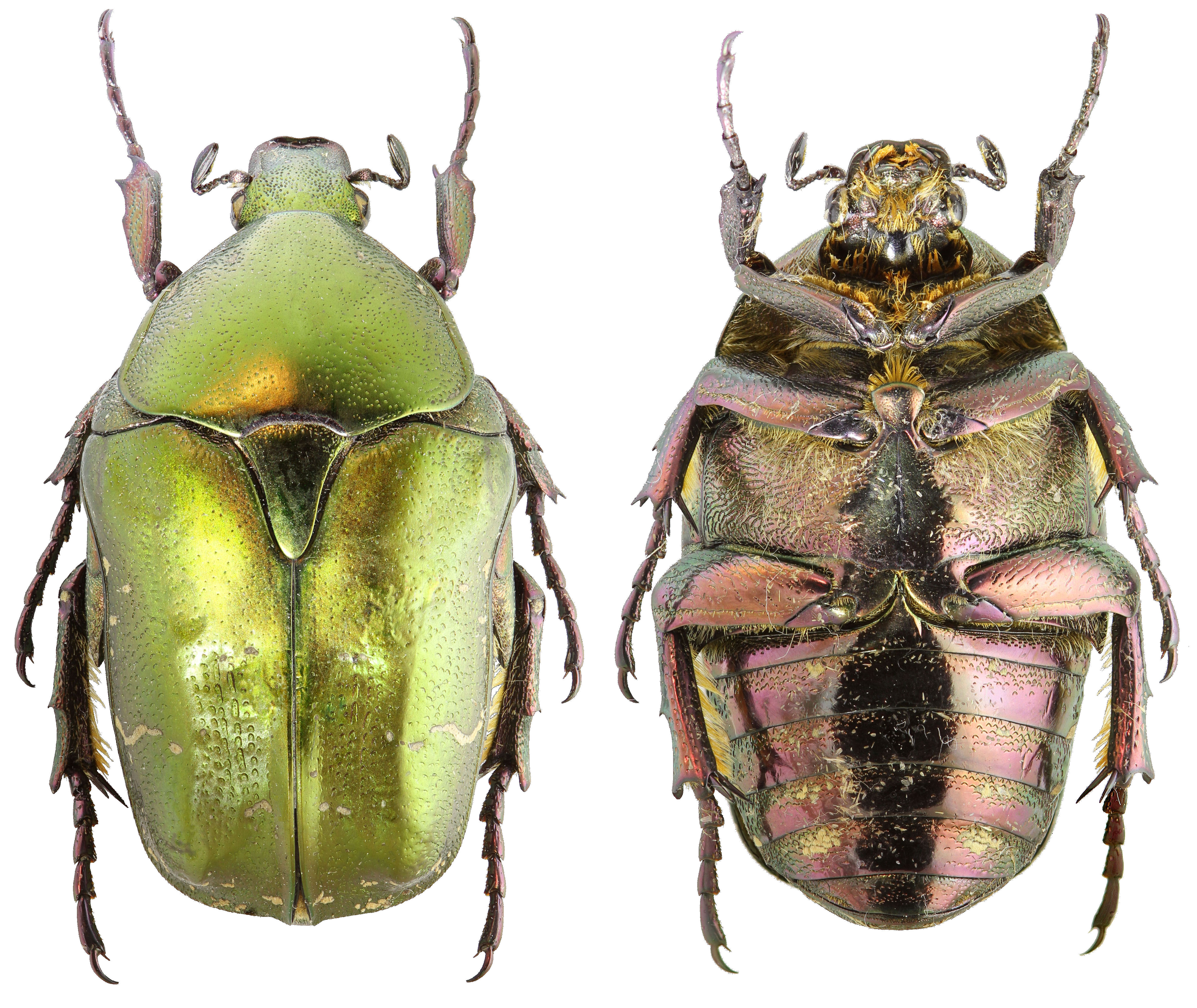
Protaetia cuprea obscura
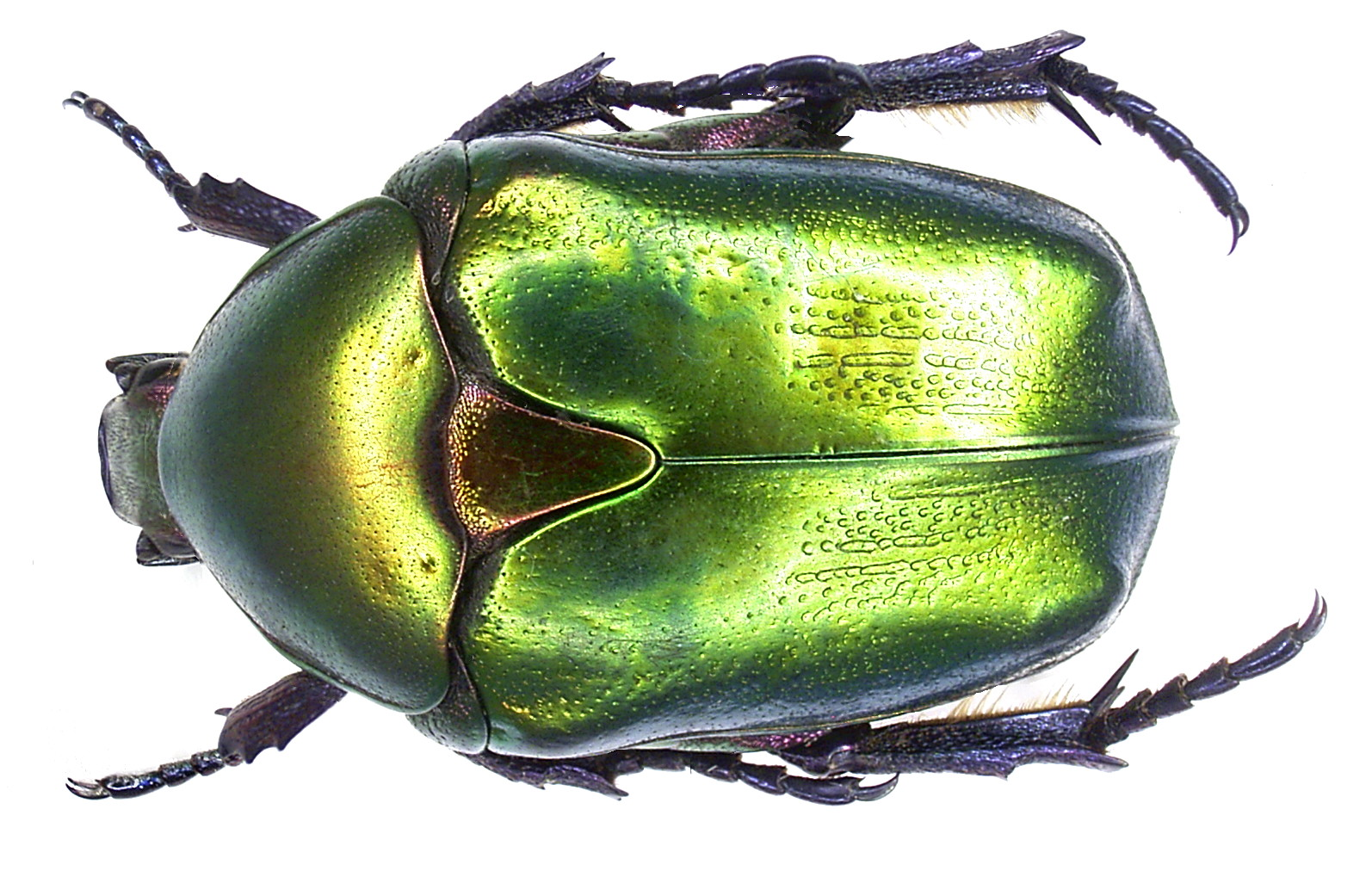
Protaetia cuprea phoebe
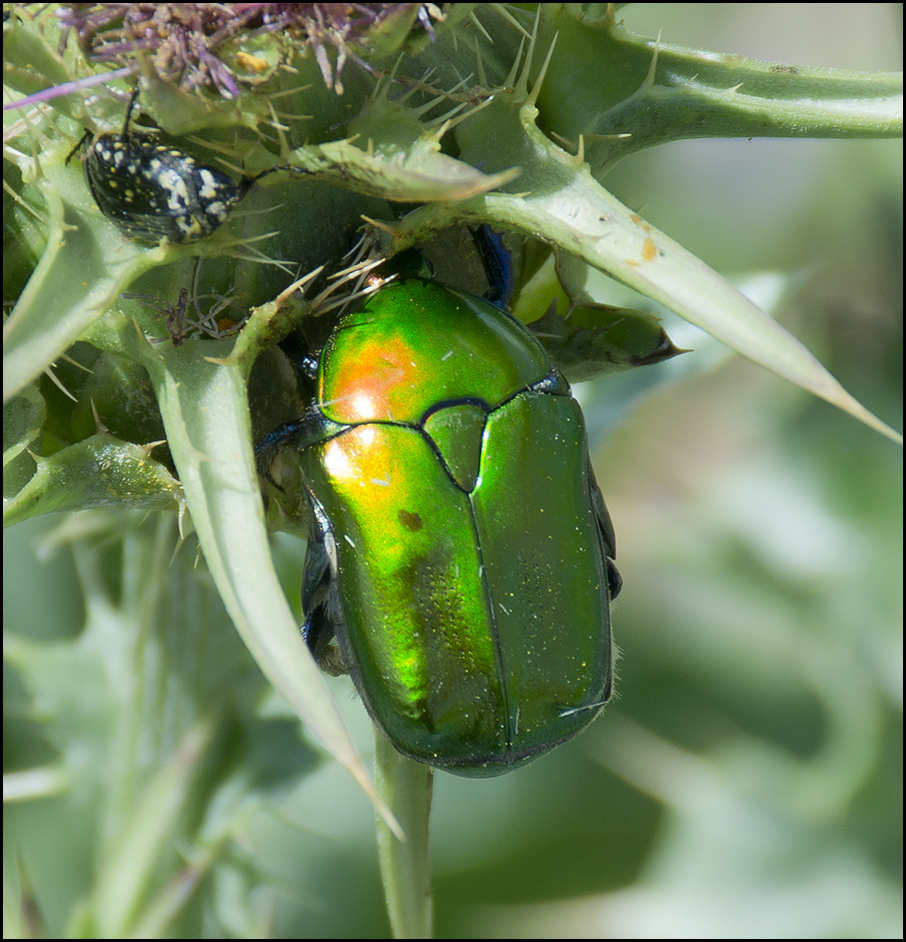
Protaetia cuprea ignicollis
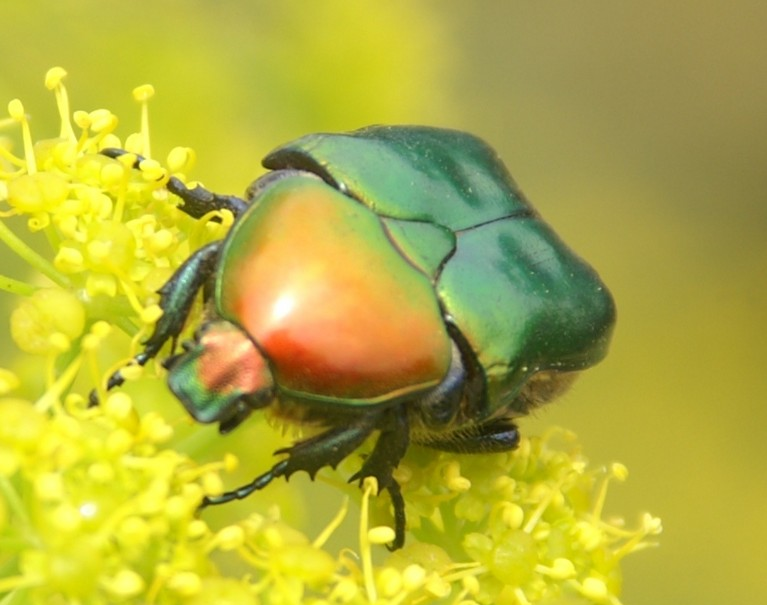

## Ареал
Ареал охватывает южную Францию, южную Швейцарию, Австрию, Украину, Венгрию, Румынию, Чехию, Словакию, Балканский полуостров, Корсику, Сицилию, Сардинию, Италию, Кипр, Переднюю Азию, Казахстан, Россию, найден также в Каире.